# Dansk deltagelse i den syriske borgerkrig
Dansk deltagelse i den syriske borgerkrig, også kendt som "Danske Syrien-krigere", betegner en gruppe danske fremmedkrigere som sammen med tusindvis af andre ikke-syrere er rejst til Syrien for at deltage i borgerkrigen. Nogen af krigerne kæmpede imod Assad-regeringen, nogen sammen med Islamisk Stat (IS) om at oprette et kalifat og andre, deriblandt særligt kurdere, imod IS. Danske statsborgere er den største gruppe af europæiske krigere i forhold til indbyggertal.
I 2019 vurderede Politiets Efterretningstjeneste (PET), at mindst 158 personer var udrejst fra Danmark til militante islamistiske grupper som Islamisk Stat. Omkring en tredjedel af dem mentes at være blevet dræbt under konflikterne i området.
Det er ikke ulovligt for danskere at deltage i krigen, så længe man ikke kæmper sammen med en terrororganisation eller deltager i ulovlige kamphandlinger eller krigsforbrydelser.

## Baggrund
Oprørerne i den syriske borgerkrig domineres af sunni-islamistiske grupper, som retfærdiggør deres kamp mod landets regering med at præsident Assad er alawit, en gren af shia-islam.
Hundredvis af europæere har tilsluttet sig oprørerne i Syrien, og mange af disse har inden haft deres gang i religiøse ekstremistiske miljøer i Europa.
Det er ikke ulovligt for danskere at deltage i krigen, kun hvis det kan dokumenteres, at de tilslutter sig, eller kæmper sammen med en terrororganisation. I 2014 var der ikke blevet rejst straffesager i Danmark for lovovertrædelser i forbindelse med deltagelse i krigen.

## Deltagere
Justitsminister Nick Hækkerup fortalte på et samråd i Folketinget i september 2019, at Politiets Efterretningstjeneste (PET) vurderede, at mindst 158 personer var udrejst fra Danmark siden sommeren 2012 for at opholde sig hos militante islamistiske grupper som ISIS. Heraf blev en tredjedel af de udrejste formodet at være blevet dræbt i området, mens knap halvdelen havde forladt det igen for at rejse tilbage til Danmark eller andre lande. PET vurderede, at 36 voksne fortsat befandt sig i konfliktzonen i Syrien eller nabolandene. Desuden opholdt ca. 40 børn med dansk statsborgerskab sig med deres forældre i konfliktområdet.
En del af Syrienkrigerne kommer fra en muslimsk baggrund, 22 af de rekrutterede har modtaget undervisning fra en radikal imam i den kontroversielle moské på Grimhøjvej i Aarhus-forstaden Brabrand. I moskeen er unge blandt andet blevet undervist af den kontroversielle imam Abu Ahmed og den yderligtgående Abu Ubaydillah, der blandt andet er kendt for at have kaldt Osama bin Laden sin »elskede«.
Rekrutteringsvideoer på dansk henvendt til danske muslimer er også blevet spredt på internettet. Flere af de hvervede krigere, blandt andet Ahmed Samsam, er tilknyttet kriminelle indvandrerbander.
Bandelederen Store A fra Nørrebro tog til Syrien for at kæmpe for oprørerne, hvilket blev dokumenteret af et filmhold.
En del kurdere har er også rejst til Syrien og det nordlige Irak for at deltage i bekæmpelsen af ISIL.

### Tilfangetagne
Medlemmer af og sympatisører med Islamisk Stat er i stort tal indsat i fangelejre. I Rojava er fortrinsvis udenlandske statsborgere indsat i Al-Hol og Al-Roj lejrene, hvor ca. 65000 sympatisører med Islamisk Stat, hovedsagelig kvinder med mindreårige børn, sidder i varetægt. Den 18. maj 2021 besluttede den danske regering at hjemtage børn med dansk statsborgerskab. 6.oktober 2021 blev 3 mødre og deres 14 børn afhentet og fløjet til Danmark. Tilbage i lejrene er stadig 5 børn med dansk statsborgerskab, hvis mødre administrativt er frataget deres statsborgerskab.

### Dræbte
Listen er ikke komplet
- Blandt de mindst 17 dræbte er den tidligere danske Guantanamo-fange Slimane Hadj Abderrahmane.[18]
- Lederen af den danske, salafistiske gruppe, Kaldet til Islam, dansk-pakistaneren Shiraz Tariq også kaldet Abu Musa, blev meldt dræbt i Syrien i oktober 2013. Han kæmpede sammen med den militante gruppering Den islamiske stat Irak og Levanten (ISIS).[19]
- Den 30-årige danske konvertit Kenneth Sørensen fra Ishøj med det muslimske navn Abdul Malik blev dræbt under kampe nord for byen Homs i Syrien den 3. marts 2013.[20] Han kæmpede på oprørernes side under ledelse af Muhajireen Brigade.
- En 17-årig gymnasieelev fra Fredericia af tyrkisk afstamning blev meldt dræbt i 2013.[21]
- En 18-årig konvertit fra Københavns Sydhavn, øjensynligt død i Kobane den 26. december 2014.[22]
- To 28-årige danske statsborgere meldes dræbt i  amerikansk droneangreb 14. december 2015 [23]

## Terrortrussel
Politiets Efterretningstjeneste har vurderet, at der er stor fare for, at krigere hjemvendt fra Syrien kan blive en terrortrussel. Krigerne har modtaget kamptræning og kan være blevet yderligere radikaliseret af de grupper, de har været del af. Brian Arly Jacobsen, religionssociolog og lektor fra Københavns universitet påpeger dog også at de hjemvendte krigere ikke nødvendigvis udgør en trussel, han har blandt andet udtalt: "I virkeligheden kan vi jo se, at de attentater, der har været i Europa og i de vestlige lande i det hele taget siden Madrid-bomberne i 2004, i England i 2005 og så fremdeles helt frem til det seneste i København, primært er begået af mennesker, der har boet i disse samfund og ikke har været udenlands", derimod peger han på at der er "... noget, der tyder på, at det ikke er dem, vi nødvendigvis skal frygte allermest, men at det måske i virkeligheden er nogle, der bor og er iblandt os". Dansk Institut for Internationale Studier har lavet forskning som viser at der i marts 2015 indenfor de seneste tre års terrorangreb i Vesten, kun var en gerningsmand som havde været i Syrien.
I august 2013 blev en video offentliggjort på internettet hvori danske islamister i Syrien skød til måls efter billeder af blandt andet Naser Khader, Anders Fogh Rasmussen, og Kurt Westergaard. I oktober 2013 rapporterede medier at formanden for Dansk Syrisk Forening, Mohammad Mahfoud, der støtter den syriske regering og Bashar al-Assad, var blevet truet på livet af tilhængere af de »islamistiske oprørere«. I april 2014 blev der affyret skud mod et hus i Skanderborg, efter at beboeren blev beskyldt for at føre en pro-syrisk blog.

## Reaktioner
Flere danske politikere har udvist bekymring om de hjemvendte danske jihadister. Peter Skaarup fra Dansk Folkeparti har blandt andet kaldt regeringen Helle Thorning-Schmidt I  "chokerende passiv" over for krigerne.
Flere har krævet at deres danske statsborgerskab bliver frataget, blandt andre den tidligere islamist Ahmed Akkari.
I juni 2014 blev fire danske krigere i Syrien eftersøgt, og varetægtsfængslet in absentia af Københavns Byret. Efter angrebet på Charlie Hebdo i januar 2015 udtalte justitsminister Mette Frederiksen, at danskere, der kæmper for Islamisk Stat rettelig bør betegnes som "landsforrædere".
Den danske journalist Jakob Sheikh har i artikelserier og bogen "Danmarks børn i hellig krig" beskæftiget sig med spørgsmålet om, hvorfor unge danskere af såvel dansk som anden etnisk baggrund kan blive radikaliseret og ende med at tage til Syrien for at slås for Islamisk Stat. Hans konklusion er, at der ikke er nogen klar formel, men at der ofte er tale om et sammentræf af forskellige omstændigheder. Fascinationen af at kunne opbygge et nyt samfund og den tryghed, en stærk religiøs livsopfattelse giver, er imidlertid vigtige elementer i mange Syrienskrigeres baggrund.